# Pityeja plusia
Pityeja plusia är en fjärilsart som beskrevs av Louis Beethoven Prout 1933. Pityeja plusia ingår i släktet Pityeja och familjen mätare. Inga underarter finns listade i Catalogue of Life.